# Joan Josep de la Creu
Joan Josep de la Creu (1654 - 1739) fou un sant  italià. És el patró de l'illa d'Ischia, el lloc on va néixer.
Nascut com Carlo Gaetano Calosirto, va entrar a l'Orde Franciscana aNàpols a l'edat de 16 anys. Va tenir una reputació d'austeritat i de el do de miracles.
En 1674 va ser enviat a fundar un monestir a Esmola, Piemont, on va assistir a la construcció d'aquest. Va ser ordenat sacerdot, i com a superior, va realitzar les tasques més modestes en la comunitat monàstica. En 1702 va ser designat vicari Provincial de la Reforma alcantarina a Itàlia.

## Veneració
Va ser beatificat a el 24 de maig de 1789, i canonitzat a el 26 de maig de 1839 per Gregori XVI. Al Castello Aragonese d'Ischia, es troba una petita capella consagrada a Sant Joan Josep de la Creu.